# 博多警察署
博多警察署（はかたけいさつしょ）は、福岡県警察が管轄する警察署の一つで、福岡地区に属する。署長の階級は警視正。

## 概要
管内に福岡県庁をはじめ、中央省庁の出先機関が多数入る福岡・福岡第二合同庁舎、九州の玄関口JR九州博多駅、西日本最大の歓楽街中洲を抱えている福岡県警の筆頭大規模署の一つである。

## 所在地
- 福岡県福岡市博多区博多駅前二丁目8番24号

（三井アーバンホテル福岡の北隣、福岡商工会議所ビルの南隣、博多区役所の斜め裏、藤田公園の真裏）
来訪者のための駐車場は無く、付近では駐車監視員による取締が行われている。なお、隣接する博多区役所には来訪者用駐車場があるがもちろん署のための利用は不可。

## 管轄区域
- 福岡市博多区（博多臨港警察署及び福岡空港警察署の管轄区域を除く）

## 沿革
- 1949年9月15日 福岡市北警察署として北浜町の博多水上警察署に併置される。
- 1951年2月　庁舎を店屋町4番地に新築移転。
- 1954年7月1日 警察法の改正に伴い、福岡県博多警察署となる。
- 1968年11月6日 庁舎を博多駅前二丁目8番24号（現庁舎の南側）に新築移転。
- 1972年4月1日 福岡市が政令指定都市となる。
- 1974年4月1日 福岡市の行政区に合わせて1区1署制を採用。これに伴い中央警察署と筑紫野警察署から管轄区域が一部編入される。
- 2000年10月2日 現在地（旧庁舎の北側。番地が同じ藤田公園敷地）に西日本最大規模の庁舎を新築し移転。
- 2002年3月　歓楽街中洲の捜査・浄化を専従とする中洲特別捜査隊を新設。
- 2003年8月27日 県下全域交番駐在所再編成により、東浜・奈良屋・妙見・冷泉・吉塚・御供所・住吉宮前・東住吉の8交番を廃止。
- 2006年4月3日 組織改正に伴い、刑事第四課と保安課の保安係（薬物銃器担当係）を統廃合して組織犯罪対策課を新設。

## 組織
副署長のほかに警視相当職として、会計・生活安全・刑事・交通・警備・地域の6管理官を課長の上に置く。
- 総務第一課
- 総務第二課
- 警察安全相談課
- 会計課
- 留置管理課
- 生活安全課
- 少年課
- 刑事第一課
- 刑事第二課
- 刑事第三課
- 組織犯罪対策第一課
- 組織犯罪対策第二課
- 交通第一課
- 交通第二課
- 警備第一課
- 警備第二課
- 中洲特別捜査隊
- 地域第一課
- 地域第二課
- 地域第三課

## 交番
（　）の中は、読み・所在地。
- 千代交番（ちよ・福岡市博多区千代2丁目23番1号）
- 堅粕交番（かたかす・福岡市博多区東光2丁目7番5号）
- 中洲警部交番（なかす・福岡市博多区中洲3丁目2番6号）
- 博多駅前警部交番（はかたえきまえ・福岡市博多区博多駅中央街1番1号 JR博多駅　博多口）
- 住吉交番（すみよし・福岡市博多区住吉4丁目7番19号）
- 空港前交番（くうこうまえ・福岡市博多区空港前4丁目3番25号）
- 比恵交番（ひえ・福岡市博多区比恵町5番22号）
- 那珂交番（なか・福岡市博多区那珂1丁目14番37号）
- 月隈交番（つきぐま・福岡市博多区月隈3丁目16番1号）
- 板付交番（いたづけ・福岡市博多区板付2丁目5番18号）
- 麦野交番（むぎの・福岡市博多区麦野6丁目2番1号）